# Футбол на Середземноморських іграх 1979
Футбольний турнір Середземноморських ігор 1979 року — 8-ий розіграш футбольного турніру в рамках Середземноморських. Він проходив у місті Спліт, Югославія з 21 по 29 вересня 1979 року в рамках Середземноморських ігор 1979 року і взяли участь у ньому 8 збірних

## Учасники
| Федерація | Збірна                                                                              |
| --------- | ----------------------------------------------------------------------------------- |
| КАФ       | Алжир · Єгипет · Марокко · Туніс                                                    |
| УЄФА      | Франція (аматорська) Греція (олімпійська) Туреччина (друга) Югославія (олімпійська) |

## Стадіони
| Місто   | Стадіон              | Місткість |
| ------- | -------------------- | --------- |
| Спліт   | «Полюд»              | 35,000    |
| Шибеник | Стадіон Раде Кончара | 8,000     |
| Задар   | «Станові»            |           |
| Омиш    | «Омиш»               |           |

## Турнір
В усіх матчах вказаний місцевий час: Часовий пояс (UTC+1)

### Груповий етап

#### Група A
| Збірна    | І | В | Н | П | ГЗ | ГП | РГ | О |
| --------- | - | - | - | - | -- | -- | -- | - |
| Югославія | 3 | 3 | 0 | 0 | 10 | 2  | +8 | 6 |
| Греція    | 3 | 1 | 1 | 1 | 6  | 8  | −2 | 3 |
| Марокко   | 3 | 0 | 2 | 1 | 2  | 3  | −1 | 2 |
| Єгипет    | 3 | 0 | 1 | 2 | 2  | 7  | −5 | 1 |

| 21 вересня 1979 |

| Марокко | 1 – 1 | Греція |
| ------- | ----- | ------ |
| Долмі   |       | ?      |

| «Станові», Задар |

| 21 вересня 1979 |

| Югославія                                   | 3 – 0 | Єгипет |
| ------------------------------------------- | ----- | ------ |
| Примораць 21' Слишкович 38' Зл. Вуйович 74' |       |        |

| Стадіон Раде Кончара, Шибеник Глядачів: 18,000 Арбітр: Рене Вільяні (Франція) |

| 23 вересня 1979 |

| Єгипет | 0 – 0 | Марокко |
| ------ | ----- | ------- |
|        |       |         |

| Стадіон Раде Кончара, Шибеник |

| 23 вересня 1979 |

| Югославія                                             | 5 – 1 | Греція        |
| ----------------------------------------------------- | ----- | ------------- |
| Слишкович 32' Пашич 43' Янянин 62', 69' Примораць 83' |       | Курузідіс 79' |

| «Станові», Задар Глядачів: 14,000 Арбітр: Паоло Бергамо (Італія) |

| 25 вересня 1979 |

| Греція | 4 – 2 | Єгипет           |
| ------ | ----- | ---------------- |
| ?      |       | Хамді Ну 3', 33' |

| «Станові», Задар |

| 25 вересня 1979 |

| Югославія                  | 2 – 1 | Марокко     |
| -------------------------- | ----- | ----------- |
| Зл. Вуйович 43' Шестич 76' |       | Буссаті 50' |

| Стадіон Раде Кончара, Шибеник Глядачів: 12,000 Арбітр: Озборгул (Туреччина) |

#### Група B
| Збірна    | І | В | Н | П | ГЗ | ГП | РГ | О |
| --------- | - | - | - | - | -- | -- | -- | - |
| Франція   | 3 | 1 | 2 | 0 | 4  | 3  | +1 | 4 |
| Алжир     | 3 | 1 | 2 | 0 | 3  | 2  | +1 | 4 |
| Туреччина | 3 | 1 | 1 | 1 | 2  | 2  | 0  | 3 |
| Туніс     | 3 | 0 | 1 | 2 | 2  | 4  | −2 | 1 |

| 21 вересня 1979 |

| Алжир        | 1 – 1 | Франція  |
| ------------ | ----- | -------- |
| Бенсаула 54' |       | Рікор 8' |

| «Омиш», Омиш Глядачів: 5,000 Арбітр: Стєпан Главина (Югославія) |

| 21 вересня 1979 |

| Туреччина | 1 – 0 | Туніс |
| --------- | ----- | ----- |
| ?         |       |       |

|  |

| 23 вересня 1979 |

| Алжир     | 1 – 1 | Туніс    |
| --------- | ----- | -------- |
| Бусрі 38' |       | Баярі 5' |

| «Омиш», Омиш |

| 23 вересня 1979 |

| Франція | 1 – 1 | Туреччина |
| ------- | ----- | --------- |
| ?       |       | ?         |

|  |

| 25 вересня 1979 |

| Алжир       | 1 – 0 | Туреччина |
| ----------- | ----- | --------- |
| Фергані 68' |       |           |

| «Омиш», Омиш Глядачів: 5,000 Арбітр: Стєпан Главина (Югославія) |

| 25 вересня 1979 |

| Франція | 2 – 1 | Туніс       |
| ------- | ----- | ----------- |
| ?       |       | Хергаль 75' |

|  |

### Плей-оф
|  | Півфінали            | Півфінали |                    |   | Фінал | Фінал |
|  |                      |           |                    |   |       |       |
|  | 27 вересня           |           |                    |   |       |       |
|  |                      |           |                    |   |       |       |
|  | Франція              | 2         |                    |   |       |       |
|  | Франція              | 2         | 29 вересня – Спліт |   |       |       |
|  | Греція               | 1         |                    |   |       |       |
|  | Греція               | 1         | Югославія          | 3 |       |       |
|  | 27 вересня – Шибеник |           | Югославія          | 3 |       |       |
|  |                      | Франція   | 0                  |   |       |       |
|  | Югославія            | Франція   | 0                  | 3 |       |       |
|  | Югославія            |           |                    | 3 |       |       |
|  | Алжир                | 2         |                    |   |       |       |
|  | Алжир                | 2         | Матч за 3-тє місце |   |       |       |
|  |                      |           |                    |   |       |       |
|  | 29 вересня – Спліт   |           |                    |   |       |       |
|  |                      |           |                    |   |       |       |
|  | Алжир                | 2         |                    |   |       |       |
|  | Алжир                | 2         |                    |   |       |       |
|  | Греція               | 1         |                    |   |       |       |

#### Півфінали
| 27 вересня 1979 |

| Франція | 2 – 1 | Греція |
| ------- | ----- | ------ |
| ?       |       | ?      |

|  |

| 27 вересня 1979 |

| Югославія                                 | 3 – 2 | Алжир                 |
| ----------------------------------------- | ----- | --------------------- |
| Примораць 4' (пен.) Богдан 84' Шестич 88' |       | Беллумі 60' Дуаді 69' |

| Стадіон Раде Кончара, Шибеник Глядачів: 12,000 Арбітр: Бруно Галлер (Швейцарія) |

#### Матч за 3-тє місце
| 29 вересня 1979 |

| Алжир             | 2 – 1 | Греція      |
| ----------------- | ----- | ----------- |
| Беллумі 10' Ассад |       | Цирікас 20' |

| Полюд, Спліт |

#### Фінал

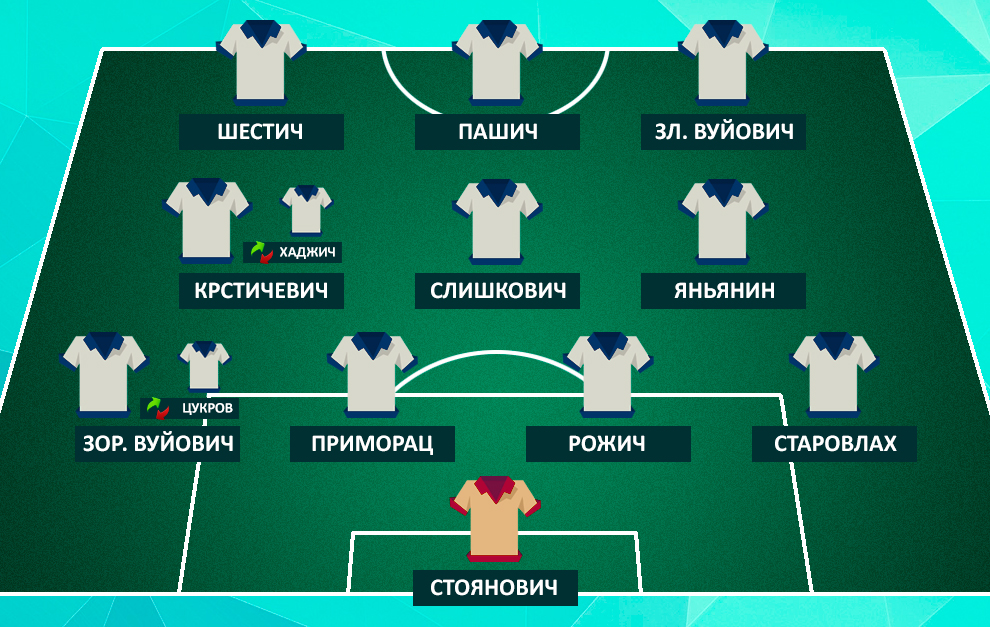
Склад збірної Югославії у фіналі Середземноморських ігор 1979

| 29 вересня 1979 |

| Югославія                      | 3 – 0 | Франція |
| ------------------------------ | ----- | ------- |
| Пашич 24' Зл. Вуйович 54', 77' |       |         |

| Полюд, Спліт Глядачів: 50,000 Арбітр: Паоло Бергамо (Італія) |

## Підсумкова таблиця
| 1                 | Югославія | 5 | 5 | 0 | 0 | 16 | 4  | +12 | 10 |
| 2                 | Франція   | 5 | 2 | 2 | 1 | 6  | 7  | –1  | 6  |
| 3                 | Алжир     | 5 | 2 | 2 | 1 | 7  | 6  | +1  | 6  |
| 4                 | Греція    | 5 | 1 | 1 | 3 | 8  | 12 | –4  | 3  |
| Не вийшли з групи |           |   |   |   |   |    |    |     |    |
| 5                 | Туреччина | 3 | 1 | 1 | 1 | 2  | 2  | 0   | 3  |
| 6                 | Марокко   | 3 | 0 | 2 | 1 | 2  | 3  | –1  | 2  |
| 7                 | Туніс     | 3 | 0 | 1 | 2 | 2  | 4  | –2  | 1  |
| 8                 | Єгипет    | 3 | 0 | 1 | 2 | 2  | 7  | –5  | 1  |

## Чемпіон
| Переможець Середземноморських ігор 1979 Югославія (2-ий титул) Александар Стоянович, Сречко Богдан, Никиця Цукров, Ісмет Хаджич, Милош Хрстич, Томислав Івкович, Райко Янянин, Мишо Крстичевич, Драган Окука, Предраг Пашич, Боро Примораць, Ведран Рожич, Милош Шестич, Блаж Слишкович, Ненад Старовлах, Златко Вуйович, Зоран Вуйович |